# Cmentarz parafii Najświętszego Serca Pana Jezusa w Starej Miłośnie
Cmentarz parafii Najświętszego Serca Pana Jezusa w Starej Miłośnie – katolicki cmentarz położony na osiedlu Stara Miłosna w warszawskiej dzielnicy Wesoła.
Nekropolia powstała w 1939 na potrzeby erygowanej trzy lata wcześniej parafii Najświętszego Serca Pana Jezusa, zajmuje obszar w kształcie prostokąta. Najstarsza część (kwatera A) znajduje się w środkowej części cmentarza, charakteryzuje się dużą liczbą zaniedbanych mogił ziemnych i nieregularnym przebiegiem rzędów. Teren przeznaczony na miejsca grzebalne obejmuje w zachodniej części leśną nieckę, zaś nowa, wschodnia część, niewielką wydmę o stromych zboczach.

## Pochowani
- Tadeusz Roman Bodnar (1922-1995) – major Wojska Polskiego, pedagog;
- Ryszard Bojarski (1929-2006) – geolog, geomolog, afrykanista;
- Wiktor Grygorenko (1927-2008) – kartograf, prof. dr hab;
- Beata Krośnicka-Bombała (1966-2008) – doktor nauk rolniczych;
- Zdzisław Kowzan ps. „Śmigły” (1926-1986) – żołnierz 8 Oszmiańskiej Brygady Armii Krajowej;
- Sylwester Ligenza (1936-2003) – fizyk, prof.;
- Lech Sosnowski (1932-1953) – pilot szybowcowy;
- Stanisław Suchy (1932-2011) – socjolog, prof. dr;
- Julian Sutor (1931-2020) – doktor habilitowany nauk prawnych, dyplomata, ambasador tytularny, wykładowca i autor książek naukowych;
- Zofia Szamowska-Borowska ps. „Zosia”[1] (1919-2005) – lekarz pediatra, powstaniec warszawski, sanitariuszka V Obwodu (Mokotów) Warszawskiego Okręgu Armii Krajowej – 4. Rejon – II batalion szturmowy „Odwet” („Odwet II”);
- Adam Szymanowski (1938-2001) – tłumacz;
- Mikołaj Szymanowski (1970-2009) – artysta malarz;
- Alfred Szymkiewicz (1931-2000) – architekt;
- Jadwiga Szyszko (1946-2005) – lekkoatletka, pedagog;
- Marcin Szyszko (1970-2013) – perkusista, muzyk zespołu Wilki;
- Jan Szyszko (1944-2019) – profesor nauk leśnych, polityk;
- Jędrzej Tucholski (1932-2012) – pisarz zajmujący się tematyką historii II wojny światowej, m.in. cichociemnych i zbrodni katyńskiej;
- Zygmunt Wieczorek ps. „Goryl”[2] (1929-2006) – powstaniec warszawski, żołnierz VI Obwodu (Praga) Warszawskiego Okręgu Armii Krajowej – 5 Rejon – zgrupowanie 1670, członek zrzeszenia Wolność i Niezawisłość, Jaworzniak;
- Wiesław Wochnik (1931-1998) – kustosz Biblioteki Uniwersytetu Warszawskiego;
- Ryszard Benedykt Zwierowicz ps. „Zych”[3] (1922-1994) – powstaniec warszawski, żołnierz II Obwodu „Żywiciel” (Żoliborz) Warszawskiego Okręgu Armii Krajowej – Zgrupowanie „Żmija” – pluton nieznany